# Un peuple et son roi
Un peuple et son roi, conosciuto anche come One Nation, One King (Un peuple et son roi) è un film del 2018 diretto da Pierre Schoeller.
È stato proiettato fuori concorso al Festival del cinema di Venezia 2018.

## Trama
Il film ripercorre la Rivoluzione francese dalla presa della Bastiglia all'esecuzione del re.